# Dyne:bolic
dyne:bolic (auch einfach dynebolic) ist eine ausschließlich aus freier Software bestehende Live-Linux-Distribution mit dem Schwerpunkt Multimedia. Sie wurde speziell für Medienaktivisten und Künstler geschaffen und enthält daher eine Vielzahl an Programmen für die Bearbeitung, Konvertierung und Streaming von Ton- und Filmwerken.

## Live-CD

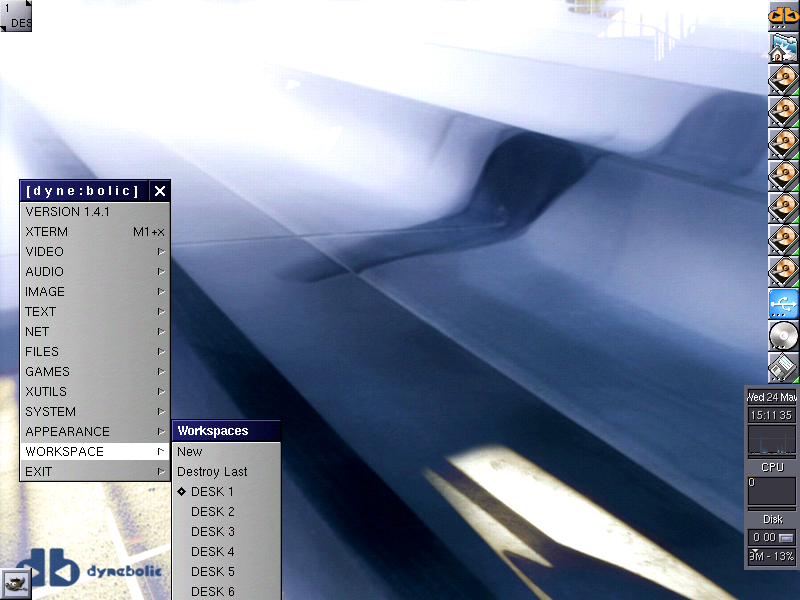
Screenshot von dyne:bolic 1.4.1 mit dem Window-Maker-Menü links

dyne:bolic ist darauf ausgerichtet, als sogenannte Live-CD direkt von CD gebootet und benutzt zu werden. Auf dem Rechner wird deshalb keinerlei installierte Software benötigt und somit auch keine Festplatte oder ähnliche Installationsmedien. Ähnlich wie andere Live-CDs erkennt und konfiguriert sie daher beim Systemstart die vorhandene Hardware samt Peripheriegeräten automatisch. Der verwendete Linux-Kernel ist auf geringe Latenz und hohe Geschwindigkeit optimiert, um sie speziell den Anforderungen für Ton- und Filmproduktion anzupassen.
dyne:bolic ist jedoch keine modifizierte Version anderer bekannter Live-CDs wie Knoppix und nutzt ab der Version 2.4 Xfce als Standard-Desktop-Umgebung auf der Basis des X.Org-Servers. Zuvor wurde statt Xfce Window Maker genutzt. Die minimalen Systemanforderungen sind mit einem PC der Pentium-MMX-Klasse (i586) und 64 MB Arbeitsspeicher relativ niedrig.
Die aktuelle stabile Version von dyne:bolic ist die Version 2.5, welche auf der 2.6er-Reihe des Linuxkernels basiert (2.6.18). Die Version 1.4.1 wird mit einem 2.4er-Kernel zur Nutzung auf der Xbox-Spielekonsole angeboten.

## Installation
Die dauerhafte Installation von dyne:bolic besteht lediglich darin den „dyne“ genannten Ordner von der CD auf eine geeignet formatierte Festplattenpartition zu kopieren („Docking“). Dieses Dateisystem wird von der CD beim Systemstart automatisch erkannt und gebootet. Daneben ist es aber auch möglich, einen Bootloader zu installieren beziehungsweise den vorhandenen so zu modifizieren, dass dyne:bolic auch ohne die CD direkt gestartet werden kann. dyne:bolic kann daneben auch Benutzereinstellungen wie eine normale Linuxdistribution dauerhaft abspeichern („Nesting“). Ab Version 2.4 kann dieses „Nest“ zum Schutz der Privatsphäre auch verschlüsselt werden.
Durch die Installation zusätzlicher Module, wie Entwicklungswerkzeuge oder Büroanwendungen kann das System erweitert werden. Diese Module werden dabei im „modules“-Ordner des Systems abgelegt und beim Systemstart automatisch integriert.

## Programmumfang
dyne:bolic ist auf die Anforderungen von Medienaktivisten und Künstlern ausgerichtet, um ein nützliches Werkzeug zur Erstellung von multimedialen Inhalten zu sein. Mittels spezieller Aufnahme-, Bearbeitungs-, Konvertierungs- und Streamingprogrammen ermöglicht es die Erstellung und Verbreitung von Ton- und Filmwerken. So beinhaltet es XMMS zum Abspielen von Musik, das Trackerprogramm SoundTracker, den MPEG4 Audio- und Video-Streaming-Server Mp4Live, das VJ-Programm FreeJ, das virtuelle DJ-Turntable TerminatorX, den Tonspureditor Audacity, Pure Data, Cinelerra, die Videoschnittsoftware Jahshaka, Blender für 3D-Animation, das freie Grafikprogramm GIMP, das SVG-Vektorgrafikprogramm Inkscape und die Mehrspur-Aufnahmesoftware Ardour.
Daneben bietet dyne:bolic auch Textverarbeitungen wie AbiWord, Mozilla als Webbrowser, Sylpheed für E-Mail, das Chatprogramm XChat, mit Bluefish einen HTML-Editor, Lopster für Filesharing und allgemein gebräuchliche Desktophilfsprogramme, wie beispielsweise die zsh als Standard-Shell.
Neuere dyne:bolic-Versionen enthalten zahlreiche auf dem auf geringe Verzögerungszeit optimierten Audioframework JACK Audio Connection Kit basierende Programme zur Musikbearbeitung. Mit openMosix, welches nicht in der 2.x-Reihe in den Kernel integriert ist, wird automatisch zwischen mit dyne:bolic gebooteten Rechnern ein Computercluster eingerichtet. So ist es zum Beispiel möglich, mit mehreren älteren Rechnern eine beachtliche Arbeitsgeschwindigkeit zu erreichen.

## Entwicklung
Ab Version 2.0 verfolgen die Entwickler den Ansatz, dyne:bolic in allen Aspekten zu einer „Livedistribution“ zu machen. Die meisten Live-CD-Distributionen sind nur zu Demonstrationszwecken gedacht; um neue Programmversionen auszuprobieren, muss man bei diesen auf eine neue CD-Version warten. dyne:bolic 2 besteht aus einem Basissystem, das durch zusätzliche Module einfach an die eigenen Bedürfnisse anpassbar sein soll.
Die hauptsächlichen Verbesserungen gegenüber dem Version 1.x-Zweig sind:
- kein ausschließliches Standard-Root-Konto mehr, sondern echter Mehrbenutzerbetrieb, wie unter GNU/Linux und Unix allgemein üblich
- Aufnahme von Entwicklerwerkzeugen einschließlich eines Compilers, um das System teilweise oder ganz selbst neu zu erstellen (komplett möglich in Version 2.3)
- größerer Umfang an möglichen Benutzereinstellungen
- modularer Aufbau für Erweiterungen

Der Hauptautor und Verantwortliche von dyne:bolic Denis „Jaromil“ Rojo hat einige in der Distribution enthaltene Werkzeuge selbst geschrieben, wie MusE, HasciiCam und FreeJ.

### Reviews
- Dave Phillips: Going Live With Apodio And Dynebolic. In: Linux Journal. 14. September 2006, abgerufen am 28. September 2012 (englisch).
- James Pryor: Review of dyne:bolic 1.2: The Multimedia Linux. In: OSNews.com. 25. März 2004, abgerufen am 28. September 2012 (englisch).
- Dahna McConnachie: Dine in geek heaven with Dyne:bolicII. In: Computerworld. 21. Oktober 2005, abgerufen am 28. September 2012 (englisch).
- Mayank Sharma: Dyne:Bolic 2.4.2: A live CD multimedia studio. In: linux.com. 10. April 2007, abgerufen am 28. September 2012 (englisch).
- Videolinux für jeden mit Dynebolic. In: slashcam.de. 5. Dezember 2005, abgerufen am 28. September 2012 (deutsch).
- Julius Stiebert: Dynebolic: Linux-Live-CD für Multimedia-Produktionen. In: golem.de. 7. Juli 2006, abgerufen am 28. September 2012 (deutsch).